# Súper Liga Americana de Rugby 2020
La Súper Liga Americana de Rugby 2020 fu la 1ª edizione della competizione interconfederale di rugby a 15 dell'America meridionale organizzata da Sudamérica Rugby tra squadre di club delle federazioni di Argentina, Brasile, Cile, Colombia, Paraguay e Uruguay.
Originariamente destinata a svolgersi tra marzo e giugno 2020, fu interrotta dopo solo tre incontri e due giornate di torneo a causa della pandemia di COVID-19 che bloccò tutte le attività non indispensabili al fine di evitare lo spargimento del contagio.
Ogni squadra, tranne la brasiliana Corinthians, scese in campo almeno in un incontro anche se la classifica fu annullata e nessun titolo assegnato.
Il valore delle marcature, come stabilito da World Rugby nel 2017, è: 5 punti per ciascuna meta (7 se trasformata), 7 punti per la meta tecnica, 3 punti per la realizzazione di ciascun calcio piazzato, idem per il drop.

## Squadre partecipanti
| Federazione | Club          | Sponsor | Città             | Impianto interno         |
| Argentina   | Ceibos XV     |         | Córdoba           | Stadio Tala RC           |
| Brasile     | Corinthians   |         | Santo André       | Stadio Bruno José Daniel |
| Cile        | Selknam       |         | Santiago del Cile | Stadio Santiago Bueras   |
| Colombia    | Cafeteros Pro |         | Medellín          | N/D                      |
| Paraguay    | Olimpia Lions |         | Asunción          | Stadio Eroi di Curupayty |
| Uruguay     | Peñarol       |         | Montevideo        | Stadio Charrúa           |

## Stagione regolare
| 4/6-3-2020 | 1ª/6ª giornata       | 17/18-4-2020 |
| ---------- | -------------------- | ------------ |
| 13-15      | Peñarol – Selknam    | -            |
| 48-8       | Ceibos – Olimpia     | -            |
| Rip.       | Corinthians          |              |
|            |                      |              |
| 27-3-2020  | 4ª/9ª giornata       | 8-5-2020     |
| -          | Olimpia – Peñarol    | -            |
| -          | Ceibos – Corinthians | -            |
| Rip.       | Selknam              |              |

| 13/14-3-2020 | 2ª/7ª giornata        | 24-4-2020    |
| ------------ | --------------------- | ------------ |
| -            | Olimpia – Corinthians | -            |
| 16-32        | Selknam – Ceibos      | -            |
| Rip.         | Peñarol               |              |
|              |                       |              |
| 3-4-2020     | 5ª/10ª giornata       | 15/16-5-2020 |
| -            | Corinthians – Selknam | -            |
| -            | Peñarol – Ceibos      | -            |
| Rip.         | Olimpia Lions         |              |

| 20/21-3-2020 | 3ª/8ª giornata        | 29-4-2020 |
| ------------ | --------------------- | --------- |
| -            | Corinthians – Peñarol | -         |
| -            | Selknam – Olimpia     | -         |
| Rip.         | Ceibos                |           |

## Classifica
| Pos | Squadra       | G | V | N | P | PF | PS | DP  | BMP | Pt |
| --- | ------------- | - | - | - | - | -- | -- | --- | --- | -- |
| 1   | Ceibos XV     | 2 | 2 | 0 | 0 | 80 | 24 | +56 | 2   | 10 |
| 2   | Selknam       | 2 | 1 | 0 | 1 | 31 | 45 | −14 | 0   | 4  |
| 3   | Peñarol       | 1 | 0 | 0 | 1 | 13 | 15 | −2  | 1   | 1  |
| 4   | Olimpia Lions | 1 | 0 | 0 | 1 | 8  | 48 | −40 | 0   | 0  |
| 5   | Corinthians   | 0 | 0 | 0 | 0 | 0  | 0  | 0   | 0   | 0  |